# Lewiston (Maine)
Lewiston – miasto w Stanach Zjednoczonych, w południowo-zachodniej części stanu Maine, nad rzeką Androscoggin. Miasto zamieszkane jest przez 35 690
(2000) mieszkańców.
W mieście rozwinął się przemysł włókienniczy oraz metalurgiczny.

## Sport
- Lewiston Maineiacs – klub hokejowy